# Piper voigtii
Piper voigtii är en pepparväxtart som beskrevs av C. Dc.. Piper voigtii ingår i släktet Piper och familjen pepparväxter. Inga underarter finns listade i Catalogue of Life.